# Falanto

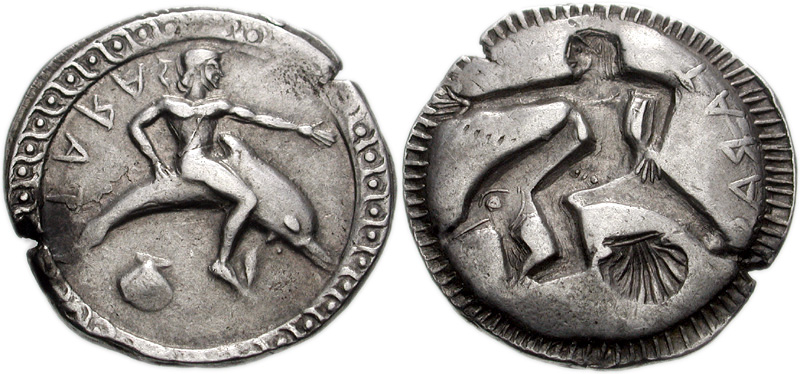
Falanto cabalgando en un delfín, moneda de Tarento, 510-500 a. C..

Falanto (griego antiguo Φάλανθος/Phálanthos) es una figura de la mitología griega, oikistés de la colonia espartana de partenias.
Hijo de Arato, según la leyenda, su figura está estrechamente vinculada a la ciudad de Tarento, ya que, según la leyenda Falanto fue el fundador real de la antigua colonia griega. 
Cuenta Estrabón que en las últimas décadas del siglo VIII a. C., durante la larga guerra en la que Esparta se enfrentó contra la vecina Mesenia, las mujeres de Esparta, advirtieron a sus hombres del peligro de que, por mantener el juramento de guerra, estaban lejos de sus esposas y sus ciudades: Esparta se veía amenazada con la ausencia de una nueva generación de jóvenes guerreros y actuaron en consecuencia. La preocupación de los espartanos hizo que acordasen que los periecos (ciudadanos que no disfrutaban de ningún derecho político dentro de Esparta), pudiesen unirse a las mujeres y engendrar hijos (ilegítimos, más tarde llamado "Parthenia", y por lo tanto destinados a vivir en una condición subalterna y marginados).
Llegó el momento en que estos partenias, dirigidos por Falanto, realizaron en conjunto un levantamiento de esclavos, para obtener los derechos que les negaba la aristocracia: el alzamiento fracasó, y los rebeldes no podían ser condenados a muerte como esclavos y se vieron obligados a salir de la ciudad en busca de nuevas tierras. Falanto consultó antes de iniciar su exilio al Oráculo de Delfos, en busca de una respuesta acerca de su futuro, este declaró: 
"fecunda con tus cenizas la tierra de los Yapigios y llévales a la ruina."
Falanto solicitó también una señal del cielo para saber el momento idóneo y el oráculo respondió: "Cuando veas llover del cielo despejado,conquistarás el territorio y la ciudad". 
Llegando a las tierras de los yapigios, los partenias no se enfrentan sobre los indígenas, sino que se limitan a tomar posesión del promontorio de Vivid. Las ambiciones, sin embargo, eran mayores y la desesperación de Falanto, hizo que se arrojase en los brazos de su esposa comenzando a llorar mojándole con sus lágrimas. Falanto entonces, recordando que el nombre de su esposa Ethra tiene el significado de "cielo", creyó que la profecía se había hecho realidad y tomando la ciudad de los yapigios y fundando Tarento (en referencia a Taras). 
Mientras que los indígenas huyeron a Brindisi, Falanto finalmente fue capaz de establecer en Italia una colonia de Esparta, gobernado por las leyes de Licurgo.
Como resultado del conflicto con nuestros conciudadanos (per seditionem), Falanto fue pagado con la ingratitud y huyó de Tarento a Brindisi, desde la tierra de los yapigios que acababa de derrotar. Allí murió y recibió un entierro honorable por sus antiguos enemigos. Esta parte del mito se explica por la influencia de Atenas en los territorios mesapios, la alianza antitarantina y los enfrentamientos por la supremacía en Sitiride.
En su lecho de muerte, sin embargo, Falanto quería hacer el bien a sus ingratos conciudadanos: convenciendo a la gente de Brindisi para esparcir sus cenizas en la plaza de Tarento, porque al hacerlo se aseguraban la conquista de esa ciudad. En realidad, el oráculo había predicho a Falanto que Tarento permanecería intacta si sus cenizas se mantenían dentro de sus muros. Así Falanto, engañando a la gente de Brindisi hizo un favor a Tarento, que desde entonces le rinde el homenaje debido, al considerarle su oikistés.